# NGC 4444
NGC 4444 é uma galáxia espiral barrada (SBbc) localizada na direcção da constelação de Centaurus. Possui uma declinação de -43° 15' 44" e uma ascensão recta de 12 horas, 28 minutos e 36,1 segundos.
A galáxia NGC 4444 foi descoberta em 15 de Março de 1836 por John Herschel.